# Maja Šavor
Maja Šavor (* 7. Februar 1986 in Zagreb) ist eine kroatische Badmintonspielerin. 

## Karriere
Maja Šavor gewann in Kroatien zahlreiche Juniorentitel und in ihrer Zeit als Junior auch schon ihren ersten Titel bei den Erwachsenen. Von 2002 bis 2004 siegte sie dreimal in Folge bei den Titelkämpfen im Mixed. 2006 nahm sie an der Badminton-Weltmeisterschaft teil.

## Sportliche Erfolge
| Saison | Veranstaltung                     | Disziplin   | Platz | Name                       |
| ------ | --------------------------------- | ----------- | ----- | -------------------------- |
| 1999   | Kroatien: Juniorenmeisterschaften | Dameneinzel | 1     | Maja Šavor                 |
| 2000   | Kroatien: Juniorenmeisterschaften | Dameneinzel | 1     | Maja Šavor                 |
| 2000   | Kroatien: Einzelmeisterschaften   | Damendoppel | 1     | Mateja Salov / Maja Šavor  |
| 2001   | Kroatien: Juniorenmeisterschaften | Mixed       | 1     | Neven Rihtar / Maja Šavor  |
| 2001   | Kroatien: Juniorenmeisterschaften | Dameneinzel | 1     | Maja Šavor                 |
| 2002   | Kroatien: Einzelmeisterschaften   | Mixed       | 1     | Neven Rihtar / Maja Šavor  |
| 2002   | Kroatien: Juniorenmeisterschaften | Mixed       | 1     | Neven Rihtar / Maja Šavor  |
| 2002   | Kroatien: Juniorenmeisterschaften | Mixed       | 1     | Neven Rihtar / Maja Šavor  |
| 2002   | Kroatien: Juniorenmeisterschaften | Dameneinzel | 1     | Maja Šavor                 |
| 2003   | Kroatien: Juniorenmeisterschaften | Damendoppel | 1     | Maja Šavor / Zrinka Klarić |
| 2003   | Kroatien: Juniorenmeisterschaften | Mixed       | 1     | Neven Rihtar / Maja Šavor  |
| 2003   | Kroatien: Einzelmeisterschaften   | Mixed       | 1     | Neven Rihtar / Maja Šavor  |
| 2004   | Kroatien: Juniorenmeisterschaften | Damendoppel | 1     | Maja Šavor / Zrinka Klaric |
| 2004   | Kroatien: Juniorenmeisterschaften | Mixed       | 1     | Neven Rihtar / Maja Šavor  |
| 2004   | Kroatien: Einzelmeisterschaften   | Mixed       | 1     | Neven Rihtar / Maja Šavor  |
| 2005   | Kroatien: Juniorenmeisterschaften | Mixed       | 1     | Neven Rihtar / Maja Šavor  |
| 2005   | Kroatien: Juniorenmeisterschaften | Dameneinzel | 1     | Maja Šavor                 |